# Sîniuhîn Brid, Pervomaisk
Sîniuhîn Brid (în ucraineană Синюхин Брід) este o comună în raionul Pervomaisk, regiunea Mîkolaiiv, Ucraina, formată numai din satul de reședință.

## Demografie
Componența lingvistică a comunei Sîniuhîn Brid
     Ucraineană (93,91%)
     Rusă (4,33%)
     Alte limbi (1,76%)
Conform recensământului din 2001, majoritatea populației comunei Sîniuhîn Brid era vorbitoare de ucraineană (93,91%), existând în minoritate și vorbitori de rusă (4,33%).